# Sieliwonienki
Sieliwonienki (ros. Селивоненки) – wieś (ros. деревня, trb. dieriewnia) w zachodniej Rosji, w osiedlu wiejskim Pieriewołoczskoje rejonu rudniańskiego w obwodzie smoleńskim.

## Geografia
Miejscowość położona jest nad rzeką Czornaja, 16,5 km od granicy z Białorusią, 1 km od drogi regionalnej 66K-28 (Diemidow – Rudnia), 12,5 km od centrum administracyjnego osiedla wiejskiego (Pieriewołoczje), 18,5 km od centrum administracyjnego rejonu (Rudnia), 58,5 km od Smoleńska.

## Demografia
W 2010 r. miejscowości nikt nie zamieszkiwał.